# Sozial
Das Adjektiv sozial (von französisch social und lateinisch socialis) wird oft als Synonym zu „gesellschaftlich“ verwendet und im erweiterten Sinn zu „gemeinnützig, hilfsbereit, barmherzig“. Stattdessen beschreibt der Begriff des Sozialen zunächst die Gruppe als Handlungsvoraussetzung. Wie Niklas Luhmann (1927–1998) zeigt, bezeichnet der Gesellschaftsbegriff ein spezifisch-komplexes „soziales System“.

## Umgangssprachlicher Gebrauch
In der Umgangssprache bedeutet „sozial“ den Bezug einer Person auf eine oder mehrere andere Personen; dies impliziert die Fähigkeit (zumeist) einer Person, sich für andere zu interessieren und sich einzufühlen (Mitgefühl, Mitleid). Es bedeutet auch, anderen zu helfen und eigene Interessen zurückzunehmen. 
Es ist (je nach sozialer Rolle) üblich, dass Menschen sich gegenüber Untergebenen großmütig oder leutselig verhalten, gegenüber Unterlegenen ritterlich, gegenüber Gleich- und Nichtgleichgestellten höflich, taktvoll, hilfsbereit und verantwortungsbewusst.
Unsozial in diesem Sinne denkt oder handelt, wer das alles als unwichtig empfindet. Asozial (oft pejorativ) ist, wer mit seiner gesellschaftlichen Umgebung (fast) unverbunden ist und nur an deren Rand lebt, wer sich also nicht in sie „einfügen“ will oder kann.

## Fachsprachlicher Gebrauch
- Die Soziologie – die „Wissenschaft vom Sozialen“ – befasst sich mit der sozialen Beschaffenheit einer Gesellschaft und ihrer Sozialstruktur.
- Die Sozialpädagogik befasst sich mit erzieherisch einschlägigem sozialen Handeln und Verhalten.

Zahlreiche soziologische und sozialpädagogische Begriffe führen das Wort „sozial“ mit sich, zum Beispiel „Soziale Rolle“ gegenüber der „Rolle“ auf der Bühne.
Der Begriff sozial wird auch verwendet in folgenden Fachbereichen:
- Biologie: im Sinne der Kooperation zwischen Individuen (vgl. Staat).
- Organisationswesen: meist in den „Freien Berufen“ ist davon der Begriff von Zusammenschlüssen abgeleitet, zum Beispiel eine „Anwaltssozietät“.
- Politik: Politische Zentralprobleme oder Problemkomplexe, die über längere Zeit behandelt werden müssen, werden oft als „Soziale Frage“ bezeichnet.
- Politik: von der Umgangssprache her kommend, aber auch aufbauend auf politischen Lehren (zum Beispiel auf dem Sozialismus) als eine Zielvorgabe, die einige Parteien auch im Namen führen, beispielsweise (alphabetisch):
  - Christlich-Soziale Union in Bayern (CSU)
  - Partei des Demokratischen Sozialismus (PDS)
  - Sozialdemokratische Partei Deutschlands (SPD)
  - Neue Liberale – Die Sozialliberalen (NLDSL)
  - Sozialdemokratische Partei Österreichs (SPÖ)
- Psychologie: als Synonym zu den Begriffen zwischenmenschlich oder intersubjektiv
- Rechtswissenschaft: als eine grundgesetzliche Staatszielbestimmung der Bundesrepublik Deutschland: Sie ist ein „sozialer Bundesstaat“.[2] Demzufolge hat jeder Mensch in Deutschland (nicht nur jeder deutsche Staatsangehörige) einen Grundanspruch darauf, dass sich der Staat um ihn kümmert, wenn er in einer Notlage ist (zum Beispiel bei unfreiwilliger Obdachlosigkeit)
- Sozialpolitik
- Volkswirtschaftslehre: abgeleitet in Form des statistischen Begriffs des Sozialproduktes.